# Pazifische Taifunsaison 2011
Die Pazifische Taifunsaison 2011 war ein andauerndes Wetterereignis, unter dem die sich während des gesamten Kalenderjahres bildenden tropischen Wirbelstürme zusammengefasst sind. Die meisten tropischen Wirbelstürme bilden sich im Pazifischen Ozean westlich der Datumsgrenze und nördlich des Äquators jedoch zwischen Mai und November. Solche tropischen Wirbelstürme nennt man Taifune. Die sich östlich des 180. Längengrades bildenden Stürme sind Gegenstand der Pazifischen Hurrikansaison 2011.
Innerhalb des nordwestlichen Pazifiks gibt es zwei meteorologische Organisationen, die den Stürmen Namen vergeben. Dies führt dazu, dass ein und derselbe Sturm häufig zwei verschiedene Namen erhält. Die offizielle Bezeichnung durch die Japan Meteorological Agency (JMA) erhält ein tropischer Sturm, sobald er an einer beliebigen Stelle im nordwestlichen Pazifik andauernde zehnminütige Windgeschwindigkeiten von 35 Knoten (rund 65 km/h) erreicht. Die Philippine Atmospheric, Geophysical and Astronomical Services Administration (PAGASA) hingegen weist tropischen Tiefdruckgebieten Namen zu, die sich innerhalb des nationalen Verantwortungsbereiches bilden oder dorthin ziehen; dieser Verantwortungsbereich liegt grob umgrenzt zwischen 115° und 135° östlicher Länge und zwischen 5° und 25° nördlicher Breite. PAGASA weist auch dann einen lokalen Namen zu, wenn das System bereits durch die Japan Meteorological Agency benannt wurde. Tropische Tiefdruckgebiete, die vom US-amerikanischen Joint Typhoon Warning Center beobachtet werden, erhalten eine Nummer mit dem Suffix W.

## Saisonprognosen
Während der Saison veröffentlichen die meteorologischen Organisationen und Forschungseinrichtungen Vorhersagen darüber, wie viele tropische Zyklone, tropische Stürme und Taifune sich während der Saison bilden und die nationalen meteorologischen Organisationen erstellen Prognosen, wie viele Wirbelstürme einen der anliegenden Staaten treffen werden.

### City University of Hong Kong
Seit der Taifunsaison 2000 haben das Laboratory for Atmospheric Research oder das Guy Carpenter Asia-Pacific Climate Impact Centre (GCACIC), beides Einrichtungen an der City University of Hong Kong (CityUHK), Vorhersagen über die tropische Aktivität in der kommenden Taifunsaison veröffentlicht. In der Vorhersage vom Mai 2011 sagte das GCACIC für den westlichen Nordpazifik 31 tropische Systeme voraus, von denen sich 27 zu tropischen Stürmen und davon 17 zu Taifunen entwickeln würden.
Für die Koreanische Halbinsel und Japan sagte das GCACIC voraus, dass sich sechs statt der durchschnittlichen vier tropischen Systeme näher als 100 km an die Küsten Japans oder Koreas heran gelangen würden. Für Südchina prognostizierte das Institut sieben solcher Systeme, gegenüber dem Durchschnittswert von 5. Außerdem wurde prognostiziert, dass fünf der prognostizierten Systeme auf die Zeit zwischen Mai und August fallen würden und der Rest auf die Zeit von September bis Dezember.

### Tropical Storm Risk Consortium
Seit der Taifunsaison 2000 gibt auch das Tropical Storm Risk Consortium (TSR) am University College of London Vorhersagen über die zu erwartende Aktivität der kommenden Taifunsaison heraus. Für 2010 wurden diese Prognosen Anfang März, Mai, Juli und August bekanntgegeben. Sie beinhalten Angaben darüber, wie viele tropische Stürme, Taifune und intensive Taifune sich während der Saison bilden könnten. In den im März und Mai veröffentlichten Prognosen ging das TSR übereinstimmend von einer nahezu durchschnittlichen Taifunsaison mit 28 tropischen Stürmen und 18 Taifunen und acht intensiven Taifunen aus.

### Vorhersagen der nationalen Wetterdienste
Am 17. Januar gab die Philippine Atmospheric, Geophysical and Astronomical Services Administration (PAGASA) bekannt, dass sie mit 20 bis 22 tropischen Wirbelsturmsystemen in ihrem Verantwortungsgebiet rechne. Das Hong Kong Observatory (HKO) sagte am 23. März 6–9 tropische Systeme mit Auswirkungen auf Hongkong voraus. Das Thai Meteorological Department gab am 26. April bekannt, dass nach seiner Ansicht 2011 zwei tropische Stürme Thailand beeinflussen würden, wovon der eine im August oder September durch Vietnam ziehe und sich auf den Norden des Landes auswirken und der andere im Oktober oder November Südthailand treffen könnte.

## Stürme

### Tropische Depression 01W
Am 1. April begannen die Japan Meteorological Agency (JMA) und das Joint Typhoon Warning Center (JTWC) mit der Beobachtung eines Tiefdruckgebietes über dem Südchinesischen Meer, das mit nichtstetiger Konvektion verbunden war, etwa 535 km ostsüdöstlich von Ho-Chi-Minh-Stadt, Vietnam. Die JMA erklärte das System umgehend zu einer tropischen Depression, der ersten der Taifunsaison 2011. Nach der weiteren Entwicklung, vor allem der Ausbildung von konvektiven Bändern um das bodennahe Zirkulationszentrum herum, alarmierte das JTWC, dass die Bildung eines tropischen Wirbelsturmes bevorstehe. Früh am 2. April klassifizierten die Meteorologen des US-Navy in Honolulu das System 01W als tropisches Tiefdruckgebiet. Innerhalb weniger Stunden zeigte sich jedoch, dass das System seine Konvektion verlor, weil Windscherung auf das Tiefdruckgebiet einwirkte, sodass sich dieses fast stationäre System nicht weiter intensivieren konnte. Auch am nächsten Tag konnte das System keine Konvektion aufbauen, und das JTWC gab die letzte Warnung aus, weil das System in ein Resttief degeneriert war. Die JMA setzte ihre Beobachtung des Systems noch einen weiteren Tag fort und gab am 4. April den letzten Statusbericht zu dem Tiefdruckgebiet bekannt.

### Tropische Depression 02W (Amang)
Am 30. März begann die JMA mit der Beobachtung eines Tiefdruckgebietes südwestlich von Yap. Am 2. April entwickelte das System eine oberflächennahe Zirkulation, die Konvektion des Systems blieb jedoch unorganisiert. Da das System jedoch eine gut organisierte Ausströmung aufwies und sich in einer Region mit nur schwacher Windscherung bewegte, war eine Entwicklung zu einem tropischen Tiefdruckgebiet zu erwarten, während das System weiter in westnordwestlicher Richtung zog. Nachdem das System früh am 3. April für eine kurze Zeit stationär gelegen hatte, wendete sich das System nach Osten. Die JMA war zu dem Zeitpunkt der Auffassung, das System sei ausreichend organisiert, um als tropische Depression klassifiziert zu werden. Weil sich das System westlich des 135. Grades östlicher Länge befand, nahm auch PAGASA die Ausgabe von Sturmwarnungen auf und wies der Depression den für die Philippinen geltenden Namen Amang zu. Das nordostwärts ziehende System entwickelte schließlich genügend Konvektion, um vom JTWC als tropisches Tiefdruckgebiet mit der Bezeichnung 02W eingestuft zu werden. Diese Intensivierung war jedoch nur kurzlebig, weil sich eine Wetterfront von Westen her näherte und das System zur Transition in ein außertropisches System zwang. Damit verbunden war eine Intensivierung, sodass der National Weather Service (NWS) in Tiyan auf Guam Sturmwarnungen für die Inseln Agrihan, Pagan und Alamagan ausgab. Durch den Einfluss der Wetterfront und starker Windscherung, wurde die Zirkulation verbreitert und die Konvektion freigestellt; außerdem gelangte das System über kälteres Wasser als zuvor. Früh am 6. April veröffentlichte das JTWC die letzte Warnung zu 02W, als sich dieses über offenem Wasser aufzulösen begann. Aufgrund des Auflösungsprozesses führte auch der NWS die Sturmwarnungen für die Marianeninseln am 6. April nicht mehr weiter. Die JMA setzte ihre Beobachtungen noch einige Stunden fort, stellte ihre Warnungen dann aber auch ein.

### Tropischer Sturm Aere (Bebeng)
Früh am 4. Mai bildete sich etwa 140 km westlich von Palau ein Tiefdruckgebiet. Dieses begann sich im Tagesverlauf zu organisieren, bildete eine oberflächennahe Zirkulation sowie schmale Konvektionsbänder und ein gut definiertes Zentrum aus. Das System begann am nächsten Tag in einer nordwestlichen Richtung auf die Philippinen hin zu wandern. Am Nachmittag des 5. Mai kam das System jedoch fast zum Stillstand, was dem Einfluss eines Hochdruckgebietes nordöstlich des Systems zu verdanken war. Zu jenem Zeitpunkt begann sich die Zirkulation zwar auszuwalzen, allgemein befand es sich jedoch in einer für die weitere Entwicklung günstigen Umgebung mit hohen Wasseroberflächentemperaturen und geringer vertikaler Windscherung. Später an dem Tag konsolidierte sich das Zirkulationszentrum erneut und das System setzte die Wanderung nach Nordwesten langsam fort. Die Japan Meteorological Agency stufte es daraufhin zu einer tropischen Depression hoch. Am Nachmittag des 6. Mai klassifizierte auch das Joint Typhoon Warning Center dieses System als tropisches Tiefdruckgebiet, und am gleichen Abend klassifizierte PAGASA das System als Tropische Depression Bebeng. Am Nachmittag des 7. Mai erreichten die andauernden Windgeschwindigkeiten Sturmstärke, sodass die JMA die tropische Depression als tropischen Sturm einstufte und den internationalen Namen Aere vergab. Der Sturm schlug allmählich eine nördliche und schließlich nordöstliche Zugbahn ein, verlor jedoch weiter nördlich an Kraft, sodass er von der JMA südlich von Kyūshū zur Depression zurückgestuft wurde. Am 12. Mai löste sich das System auf.
Als sich der tropische Sturm der Ostküste von Luzon näherte, aktivierten die verschiedenen Regierungsbehörden der Philippinen ihre Notfallpläne. Die Streitkräfte der Philippinen, die Philippine National Police und die Philippine Coast Guard wurden in Bereitschaft versetzt. Mehrere vom Sturm betroffene Seehäfen wurden geschlossen, sodass am Nachmittag des 7. Mai nach amtlichen Angaben 1379 Reisende festhingen. Die Niederschläge durch den Sturm führten verbreitet zu Überschwemmungen und Erdrutschen, wodurch Straßenverbindungen unterbrochen und einzelne Ortschaften abgeschnitten wurden. In Catarman, Northern Samar wurden innerhalb von 24 Stunden 377,4 mm Niederschlag registriert, wodurch eine Sturzflut ausgelöst wurde. Der National Disaster Risk Reduction and Management Council stellte fest, dass durch den Sturm und seine Auswirkungen mindestens 33 Personen getötet wurden und bezifferte die Schäden in der Landwirtschaft auf 1,37 Milliarden PHP (31,7 Millionen US-Dollar).

### Taifun Songda (Chedeng)
Am 19. Mai berichtete das JTWC, dass eine Wetterstörung sich rund 510 km südöstlich von Yap befand. Das System zog nach Nordwesten und gelangte unter den Einfluss eines subtropischen Hochdruckrückens, was dazu führte, dass sich das System in einer Zone von leichten bis mäßigen vertikalen Scherwinden rasch konsolidierte. Die JMA begann dann mit der Beobachtung des Systems als tropische Depression und früh am 20. Mai klassifizierte das JTWC das System als tropisches Tiefdruckgebiet 04W. Dieses intensivierte sich innerhalb weniger Stunden in einen tropischen Sturm, wie das JTWC berichtete, aber später stellte man aufgrund von Beobachtungen aus Yap fest, dass diese Einschätzung zu hoch war, sodass die Meteorologen in Honolulu das System zu einem Tiefdruckgebiet zurückstuften. Spät am 21. Mai stellten JMA und JTWC übereinstimmend fest, dass das System nun tatsächlich zu einem tropischen Sturm gereift war, und das RSMC Tokio gab dem Sturm den Namen Songda. Da Songda auch das Verantwortungsgebiet von PAGASA erreicht hatte, erhielt das System den für die Philippinen gültigen Namen Chedeng. Innerhalb der beiden folgenden Tage intensivierte sich das System und zog weiter in westnordwestlicher Richtung. Am 24. Mai um 12:00 Uhr UTC stufte das JTWC Songda aufgrund der andauernden einminütigen Windgeschwindigkeiten zu einem Taifun hoch. Bei der JMA, bei der die andauernden Windgeschwindigkeiten über eine Zeitdauer von zehn Minuten ermittelt werden, erfolgte die Klassifizierung des Wirbelsturms als Taifun zwölf Stunden später, als sich Songda rund 800 km südöstlich von Manila befand. Wie auch Aere drehte Songda vor dem Erreichen der Küste nach Norden ab.

### Tropische Depression
Am Abend des 31. Mai stufte die JMA ein Tiefdruckgebiet etwa 400 km südwestlich von Hongkong als tropische Depression ein. Das System entwickelte sich jedoch nicht weiter und wurde am 2. Juni von der JMA nicht mehr als tropisch bewertet.

### Tropischer Sturm Sarika (Dodong)
Früh am 8. Juni bildete sich direkt westlich von Cebu City ein Tiefdruckgebiet. Als dieses in Richtung Mindoro-Straße zog, begannen JMA und JTWC mit der Beobachtung des Systems. In den frühen Morgenstunden des 9. Juni stufte PAGASA das System als tropisches Tiefdruckgebiet ein und vergab den Namen Dodong. Dodong befand sich zu diesem Zeitpunkt etwa 450 km westlich von Dagupan City in den Philippinen. Am nächsten Tag stuften JMA und JTWC das System zu einem tropischen Sturm hoch und die JMA teilte den internationalen Namen Sarika. Das System zog nach Norden, und nach dem Landfall in Shantou, Volksrepublik China mit Windgeschwindigkeiten von 75 km/h verlor Sarika rasch an Kraft. Das JTWC gab deswegen schon kurze Zeit später seine letzte Warnung zu Sarika aus.
Infolge des Sturmes wurden in Xianning 23 Personen getötet, und zehn weitere wurden als vermisst erklärt. Die Sachschäden durch den tropischen Sturm wurden auf 248 Millionen US-Dollar geschätzt.

### Tropische Depression
Früh am 15. Juni befand sich innerhalb der innertropischen Konvergenzzone ein Tiefdruckgebiet, das etwa 250 km westlich von Puerto Princesa lag. Als dieses in Richtung Südchinesisches Meer zog, begannen JMA und JTWC mit dessen Beobachtung. Es wurde von der JMA am 15. Juni als tropische Depression klassifiziert, doch früh am 16. Juni löste sich das System aufgrund eines Antizyklons auf.

### Tropischer Sturm Haima (Egay)
Am 15. Juni begann das JTWC mit der Beobachtung einer Wetterstörung etwa 1350 km südöstlich von Manila. Im Laufe der folgenden Tage entwickelte sich das System stetig besser, bevor spät am 16. Juni die JMA, das JTWC und PAGASA übereinstimmend feststellten, dass sich das System in eine tropische Depression intensiviert hat und PAGASA den für die Philippinen geltenden Namen Egay vergab. Egay entwickelte sich auch am 17. Juni und zog dabei nach Nord-Nordwesten. Am 18. Juni meldete das JTWC, dass sich 06W in einen tropischen Sturm intensiviert hat. Spät am 19. Juni stufte das JTWC 06W zu einem tropischen Tiefdruckgebiet ab. Nachdem es an östlich an Luzon vorbeigezogen war, schlug es eine zunächst westliche und schließlich westsüdwestliche Zugbahn ein. Das System wurde am 21. Juni von der JMA als Tropischer Sturm Haima klassifiziert. Das JTWC behielt für Haima zunächst die Einstufung als tropisches Tiefdruckgebiet bis zum 22. Juni bei.
Das System schlug dann eine eher nordöstliche Zugbahn ein und gelangte bei Zhanjiang in den chinesischen Provinz Guangdong über Land, weswegen das JTWC das System zu einem tropischen Tiefdruckgebiet zurückstufte. Das System wandte sich westwärts gelangte über den Golf von Tonkin und intensivierte sich früh am 24. Juni erneut zu einem tropischen Sturm. Am 25. Juni gelangte der Sturm über das Festland Vietnams und zog über Hanoi hinweg. Über Land verlor der Sturm rasch an Stärke und schwächte sich zu einem Tiefdruckgebiet ab, das sich über dem Norden Thailands auflöste.

### Schwerer Tropischer Sturm Meari (Falcon)
Früh am 20. Juni begannen JTWC und JMA mit der Beobachtung eines Tiefdruckgebietes östlich der Philippinen, und am Abend stellte das JTWC fest, dass die Bildung eines tropischen Wirbelsturmes unmittelbar bevorstehe. PAGASA stufte kurz darauf das System als tropisches Tiefdruckgebiet ein und vergab den Namen Falcon. Zu diesem Zeitpunkt befand sich das Zentrum des Systems etwa 1000 km ostnordöstlich von Cebu City. Am Abend des 21. Juni stufte das JTWC das System als tropisches Tiefdruckgebiet ein. Dieses intensivierte sich weiter und wurde am 22. Juni von JMA und JTWC zum tropischen Sturm hochgestuft; das RSMC Tokio gab dem System den internationalen Namen Meari.

### Tropische Depression Goring
Spät am 9. Juli bildete sich etwa 300 km östlich der Küste der Provinz Aurora ein Tiefdruckgebiet. PAGASA stufte es im Tagesverlauf als tropische Depression ein und nannte diese Goring. Diese löste sich am Abend des 10. Juli auf, nachdem sie über Fujian, China gezogen war.

### Taifun Ma-on (Ineng)
Am 11. Juli aktualisierte sowohl die JMA sowie das JTWC eine tropische Störung zu einem tropischen Tiefdruckgebiet, dass sich in der Nähe von Minami-Torishima befand. Am 12. Juli aktualisierte sowohl die JMA sowie das JTWC das System zu einem tropischen Sturm und nannte es Ma-on. Früh am 13. Juli wurde Ma-on zu einem Schweren tropischen Sturm heraufgestuft. Spät am 13. Juli aktualisierte sowohl die JMA als auch das JTWC Ma-on zu einem Taifun. Nach der Aufnahme von Tokage erreichte Ma-on seinen Höhepunkt am 16. Juli. Die PAGASA nannte es am 17. Juli Ineng, da der Sturm in den philippinischen Verantwortungsbereich zog.
Als Ma-on am 19. Juli auf Japan getroffen war, stufte das JTWC ihn am Abend zu einem tropischen Sturm zurück. Die JMA stufte Ma-on am 20. Juli zu einem schweren tropischen Sturm zurück, nachdem es Wakayama getroffen hatte. Das JTWC stufte Ma-on am folgenden Tag zu einem tropischen Tiefdruckgebiet herab. Die JMA stufte Ma-on früh am 23. Juli erneut zu einem tropischen Sturm herauf, bevor Ma-on sich am 24. Juli bei der Region Tohoku in eine außertropische Zyklone abschwächte.

### Tropischer Sturm Tokage (Hanna)
Etwa 740 km nordnordwestlich von Palau bildete sich ein Tiefdruckgebiet, das früh am 14. Juli von der JMA als tropisch eingestuft wurde. Am 15. Juli stufte die JMA das System als tropischen Sturm ein und vergab den Namen Tokage. Aufgrund des Fujiwhara-Effektes begann der nordöstlich liegende starke Taifun Ma-on mit der Absorbierung Tokages, sodass sich Tokage zu einer Depression abschwächte und früh am 16. Juli auflöste.

### Tropische Depression
Die JMA meldete sich, dass bei Guandong, im Landesinneren, am 16. Juli aus einem Tiefdruckgebiet eine tropische Depression entstanden war. Diese hatte sich am 17. Juli jedoch aufgelöst.
Am 16. Juli meldete die JMA im Golf von Tonkin bei Guangdong die Bildung einer tropischen Depression aus einem nichttropischen Tiefdruckgebiet heraus, jedoch hatte sich das System sechs Stunden später aufgelöst.

### Schwerer Tropischer Sturm Nock-ten (Juaning)
Früh am 22. Juli bildete sich östlich der Philippinen ein Tiefdruckgebiet. Das System driftete langsam westwärts und spät am 24. Juli stufte das JTWC die tropische Störung östlich der Philippinen zu einem tropischen Tiefdruckgebiet hoch, die JMA vollzog diese Einstufung früh am 25. Juli. PAGASA vergab den Namen Juaning und begann einige Stunden später mit der Ausgabe von Warnungen zu dem System, da die Prognosen davon ausgingen, dass das System sich intensivieren und über den Norden Luzons hinwegziehen werde. In der Frühe des 26. Juli hatte sich das System zu einem tropischen Sturm intensiviert, der von der JMA den Namen Nock-ten erhielt. Der Name wurde von Laos vorgeschlagen und ist der laotische Name eines Vogels. Nock-ten intensivierte sich weiter und erreichte am 27. Juli die Intensität eines schweren tropischen Sturmes.
Mindestens 130 Personen wurden auf Luzon durch die Auswirkungen des Sturmes getötet. 

### Taifun Muifa (Kabayan)
Etwa 930 Kilometer südöstlich von Guam bildete sich ein Tiefdruckgebiet, das vom JTWC am 25. Juli und von der JMA in der Frühe des 26. Juli als tropisches Tiefdruckgebiet klassifiziert wurde und langsam in westnordwestlicher Richtung zog. Am 28. Juli wurde das System vom JTWC zu einem Tropischen Sturm aufgestuft. Ein paar Stunden später gab die JMA dem Sturm den Namen Muifa. Bald schon zog der Sturm in den Verantwortungsbereich der philippinischen PAGASA, die ihm den Namen Kabayan gab. Der Sturm zog am Folgetag nach Norden und behielt seine Stärke zunächst bei. In der Nacht zum 29. Juli wurde er dann zunächst zum Schweren Tropischen Sturm aufgestuft, am nächsten Morgen erreichte er dann Taifunstärke. Muifa verstärkte sich dann sehr schnell. Das JTWC berichtete von Windgeschwindigkeiten bis 260 km/h und stufte ihn in die höchste Taifun-Kategorie 5 ein. Jedoch behielt er diese Stärke nicht lange. Am 31. Juli kam er in den Einflussbereichs eine Höhentroges und schwächte sich auf Stärke 4 ab. Der Sturm zog langsam nach Norden, anschließend nach Westen in Richtung Okinawa. Dann drehte er nach Nordwesten und wurde vom JTWC zum Tropischen Sturm abgestuft, kurz darauf auch von der JMA. Muifa traf an der Mündung des Yalu auf Land. Über dem Nordosten Chinas schwächte sich der Sturm zu einer tropischen Depression und dann zu einem normalen Tief der Westwindzone ab.
Muifa tötete zwei Männer, deren Boot in der Nähe von Hagonoy, Bulacan kenterte. Der durch Muifa verstärkte Südwestmonsun verursachte schwere Regenfälle in einigen Teilen Luzons, Manila einschließlich. Der Unterricht in den Schulen Manilas und nahegelegenen Provinzen fiel aus. In Marikina suchten 200 Bewohner, die entlang des gleichnamigen Flusses lebten, Schutz in Notunterkünften.

### Tropische Depression Lando
Am 28. Juli bildete sich etwa 160 km westlich von Guam ein Tiefdruckgebiet. Im Laufe der folgenden Tage driftete das System langsam nach Nordwesten, bis es am 31. Juli von der Japan Meteorological Agency westlich der Philippinen als tropische Depression klassifiziert wurde. Im Tagesverlauf begann auch die Philippine Atmospheric, Geophysical and Astronomical Services Administration (PAGASA) mit der Beobachtung des Systems als tropisches Tiefdruckgebiet und gab ihm den Namen Lando. Das System zog langsam nordwärts. Durch den von Taifun Muifa ausgelösten Fujiwhara-Effekt, der sich direkt nordöstlich von Lando befand, büßte dieser an Stärke ein. PAGASA stufte das System herunter und gab die letzte Warnung zu Lando aus. Lando konnte sich dennoch später etwas regenerieren und die JMA setzte ihre Verfolgung des Systems fort. Die tropische Depression Lando blieb noch einen weiteren Tag bestehen. Während dieser Zeit zog sie langsam ostwärts auf die Küste Luzons zu. Am späten Nachmittag des 2. August verfolgte die JMA das System nicht mehr weiter und früh am 3. August hatte sich das Resttief Landos vollständig aufgelöst, ohne Luzon je erreicht zu haben.

### Schwerer Tropischer Sturm Merbok
Früh am 3. August stufte die Japan Meteorological Agency (JMA) ein Tiefdruckgebiet in der Nähe der Wake-Insel als tropische Depression ein. Das System intensivierte sich rasch und wurde nur sechs Stunden später von der JMA zu einem tropischen Sturm hochgestuft. Dabei erhielt es den Namen Merbok. Schon bald nahm auch das Joint Typhoon Warning Center (JTWC) die Überwachung des Systems auf und stufte es einige Stunden später auch als tropischen Sturm ein. Merbok begann langsam nach Westen zu ziehen, drehte doch schon kurze Zeit später nach Nordwesten und folgte dieser Richtung. Spät am 5. August stufte JMA Merbok zu einem schweren tropischen Sturm hoch. Früh am 6. August stufte das JTWC Merbok als Kategorie-1-Taifun ein. Zu diesem Zeitpunkt befand sich das Sturmzentrum 830 Seemeilen ostsüdöstlich von Tokio, Japan. Früh am nächsten Tag erreichte der Wirbelsturm mit andauernden einminütigen Windgeschwindigkeiten von 80 Knoten seinen Höhepunkt. Im Tagesverlauf geriet Merbok jedoch in eine Zone mit mäßiger vertikaler Windscherung, was seine Abschwächung einleitete. Am 8. August stieg die Vorwärtsgeschwindigkeit des Sturms auf 20 Knoten. Der nordwärts ziehende Sturm verlor stetig an Kraft, was auf eine immer kühler werdende Wasseroberflächentemperatur und ungünstige atmosphärische Bedingungen zurückzuführen war. Infolgedessen stellte die JMA fest, dass Merbok innerhalb von 24 Stunden nicht länger ein tropischer Sturm sein würde.  Später wies Merbok zunehmend außertropische Eigenschaften auf, und die Konvektion in der Nähe des Zentrums ging rapide zurück. Das JTWC gab deswegen seine letzte Warnung zu Merbok aus. Etwas später veröffentlichte auch die JMA ihre letzte Sturmwarnung zu dem inzwischen außertropischen System.

### Tropische Depression
Ein früh am 3. August in der Nähe der Bonininseln entstandenes tropisches Tiefdruckgebiet zog langsam nach Nordwesten auf Japan zu. Es löste sich spät am 4. August in der Nähe der Kii-Halbinsel auf.

### Tropische Depression 13W
Spät am 8. August stufte die JMA ein Tiefdruckgebiet westlich von Guam als tropische Depression ein, und das JTWC gab einen Tropical Cyclone Forming Alert aus. Das System driftete zunächst langsam nordwärts. Früh am 10. August wurde es vom JTWC als tropisches Tiefdruckgebiet mit der Bezeichnung 13W klassifiziert. In dieser Phase ging die JMA davon aus, dass sich das System in einen tropischen Sturm entwickeln würde, doch am 11. August gelangte das System über kälteres Wässer und somit in eine für eine weitere tropische Entwicklung ungünstige Umgebung, sodass die JMA keine weiteren Warnungen mehr vornahm. Das JTWC stellte einige Stunden später die Warnungen ebenfalls ein, weil das System in den Einfluss eines subtropischen Rückens gelangt war und man davon ausging, dass sich das System nicht wieder regenerieren könne. Die JMA verfolgte die weitere Wanderung des Resttiefes als schwache tropische Depression noch ein paar Tage lang, bis sich das System am 15. August auflöste.

### Tropische Depression
Spät am 8. August stufte die JMA ein Tiefdruckgebiet nordwestlich von Minamitorishima als tropische Depression ein. Das System wanderte nach Nordosten. Es wurde am 10. August von mäßiger vertikaler Windscherung erfasst und degenerierte aufgrund kalter Wasseroberflächentemperaturen an dem Tag in ein Resttief.
Am 19. August bildete sich ostnordöstlich von Guam ein Tiefdruckgebiet. Früh am 20. August entwickelte das System ein weit gedehnte bodennahe Zirkulation aus und das Tiefdruckgebiet war besser definiert. Im Tagesverlauf stufte die JMA das System südöstlich den Bonininseln als tropische Depression ein. Am 22. August begann das System auf einen Antizyklon zu reagieren und war starker vertikaler Windscherung ausgesetzt, weswegen die JMA aufhörte, das System als tropische Depression zu beobachten. Es schwächte sich in ein Resttief ab. Beim folgenden Tageswechsel zeigte sich jedoch, dass sich das Resttief regenerierte und die JMA beobachtete das System erneut als tropische Depression, bis es am 25. August zuletzt in der Nähe von Okinawa festgestellt wurde, bevor es sich vollständig auflöste.

### Taifun Nanmadol (Mina)
Spät am 19. August bildete sich nördlich von Palau ein Tiefdruckgebiet. Einige Stunden später organisierte sich das System besser und entwickelte ein bodennahes Zirkulationszentrum. Das System zog dann nordwärts, bis es am 21. August von der JMA östlich der Philippinen als tropische Depression klassifiziert wurde. Das JTWC gab wegen der besseren Organisierung des Systems einen Tropical Cyclone Formation Alert (TCFA) aus. Im Tagesverlauf begann auch PAGASA mit der Beobachtung des Systems, da dieses in ihren Verantwortungsbereich gelangt war und vergab den lokalen Namen Mina. Spät am 22. August hatte das System sich soweit weiter organisiert, dass das JTWC die Ausgabe von Warnungen zu 14W aufnahm. Am 23. August stufte die JMA die Depression als tropischen Sturm ein und gab diesem den Namen Nanmadol. Das System intensivierte sich weiter und wurde deswegen am 24. August von der JMA als schwerer tropischer Sturm eingestuft. Einige Stunden später verbesserte sich die konvektive Struktur und Nanmadol entwickelte ein augenähnliches Gebilde. Nanmadol intensivierte sich weiter rapide und wurde um Mitternacht zum Taifun hochgestuft. Nanmadol driftete weiter nach Nordwesten und gelangte über Gonzaga, Philippinen mit andauernden zehnminütigen Windgeschwindigkeiten von 175 km/h an Land. Nanmadol schwächte sich nach dem Landfall durch die Einwirkungen des Landes deutlich ab, und früh am 28. August stufte die JMA Nanmadol zu einem schweren tropischen Sturm zurück. Der Sturm zog nordwärts und spät am 28. August erreichte Nanmadol zum zweiten Mal die Küste, nun über Taimali im Landkreis Taitung auf Taiwan.Der zweite Landfall schwächte Nanmadol weiter ab, sodass die JMA Nanmadol zum tropischen Sturm zurückstufte, dessen maximale andauernde Windgeschwindigkeiten unter 85 km/h lagen.Der Sturm sah sich auch starker Windscherung gegenüber, sodass er weiter an Kraft verlor. Die Windscherung drückte die Konvektion in eine Entfernung von rund 130 km vom Zentrum der Zirkulation. Das System bewegte sich nun auf die Volksrepublik China zu und schwächte sich zu einem minimalen tropischen Sturm ab.Nachdem Nanmadol über Fujian zum dritten Mal über Land gelangt war, schwächte sich der Sturm sehr rasch ab, sodass sowohl JMA als auch JTWC ihre letzten Warnungen zu dem System veröffentlichten.

### Schwerer Tropischer Sturm Talas
Spät am 22. August entwickelte sich westlich von Guam ein Tiefdruckgebiet. Um Mitternacht hatte sich das System ausreichend organisiert, sodass es von der JMA als tropische Depression verfolgt wurde. Am 23. August gelangte das System in eine Umgebung mit nur geringer Windscherung und einer warmen Wasseroberfläche, sodass das JTWC die Bildung eines tropischen Systems innerhalb von 24 Stunden voraussagte. Einen Tag später hatte sich das System nach Ansicht der JMA zu einem tropischen Sturm intensiviert und erhielt den Namen Talas. Später an diesem Tag begann auch das JTWC mit der Ausgabe von Sturmwarnungen vor Talas. Der Name wurde von den Philippinen vorgeschlagen und bedeutet Schärfe oder Genauigkeit. Talas gewann weiter an Stärke und wurde früh am 26. August zu einem schweren tropischen Sturm erklärt. Über die nächsten Tage hinweg driftete Talas sehr langsam nach Norden. Spät am 29. August stufte die JMA Talas zu einem Taifun hoch. Wenige Stunden später schwächte sich der subtropische Rücken westlich des Sturmes ab, und der subtropische Rücken östlich des Systems drängte Talas nach Westen. Talas’ Vorwärtsgeschwindigkeit nahm dabei etwas zu, doch behielt der Wirbelsturm Intensität und Ausströmung bei.Ein Antizyklon in der Höhe hemmte jedoch die Konvektion und hinderte sie daran, das Zentrum des Taifuns zu erreichen. Talas blieb deswegen schwach und intensivierte sich nicht weiter. Die Konvektion konnte folglich das Zentrum nicht konsolidieren, und die konvektiven Bänder blieben ein gutes Stück von dem vollständig freigestellten bodennahen Zirkulationszentrum entfernt.Die konvektiven Bänder dehnten sich immer mehr aus, sodass die äußeren Regenbänder bereits Teile von Japan erreichten. Küstengebiete berichteten bereits über starken Wind, während ein Omegahoch Talas weiter in Richtung Land lenkte. Die Nähe zum Land schwächte Talas ab, sodass die JMA den Taifun zu einem schweren tropischen Sturm mit Windgeschwindigkeiten von knapp unter 110 km/h zurückstufte.
Dennoch löste Talas in Japan schwere Überschwemmungen und Erdrutsche aus. Dabei kamen mindestens 48 Menschen ums Leben; 460.000 Menschen wurden zur Evakuierung aufgefordert. Im Westen Japans waren zeitweise Tausende von Menschen von der Außenwelt abgeschnitten. Am schwersten betroffen waren die Präfekturen Wakayama und Nara.

### Tropischer Sturm Noru
Am 1. September bildete sich nordöstlich von Guam ein Tiefdruckgebiet. Am nächsten Tag begann die JMA damit, dieses Tiefdruckgebiet als tropische Depression zu verfolgen. Schon bald entwickelte das System eine gut definierte, jedoch teilweise freigestellte Oberflächenzirkulation. Am 3. September verstärkte sich die Konvektion um das bodennahe Zirkulationszentrum, und die günstige zum Äquator hin gerichtete Ausströmung veranlasste das JTWC dazu, mit der Ausgabe von Warnungen zu dem System 16W zu beginnen. 16W beschleunigte sich nach Norden auf über 18 kt Vorwärtsgeschwindigkeit. ASCAT-Daten ließen darauf schließen, dass das Zentrum eng in andauernde Winde von 40 kn eingebunden war, sodass das JTWC 16W zum tropischen Sturm erklärte. Eine Aqua-Mikrowellenaufnahme der NASA ergab, dass das bodennahe Zirkulationszentrum weiter teilweise freigestellt blieb, obwohl es mit tiefer, zentral gelegener Konvektion konsolidierte. In einem Gebiet mit mäßiger vertikaler Windscherung befindlich, sorgte ein Antizyklon für die Verstärkung nordwärts fließender Ausströmung, wogegen nach Westen hin die Ausströmung durch einen tropischen Höhentrog unterdrückt wurde. 16W beschleunigte weiter und erreichte eine Zuggeschwindigkeit von 35 kn, was die konvektiven Bänder fragmentierte und hinter dem Hauptgebiet der zentralen Konvektion abschnitt. Die Ausströmung südöstlich des Systems blieb jedoch günstig und 16W nahm weiter an Stärke zu, sodass die JMA das System zu einem tropischen Sturm hochstufte und den Namen Noru vergab. Der Name wurde von Südkorea vorgeschlagen und ist die Bezeichnung für eine geweihtragende Wildart. Nachdem sich das Zirkulationszentrum jedoch völlig von der Konvektion gelöst hatte und eine Zelle des tropischen Höhentroges über Noru gezogen war und somit die Ausströmung in alle Richtungen drosselte und die verbliebene zentrale Konvektion scherte, stufte das JTWC Noru zu einem tropischen Tiefdruckgebiet zurück.

### Tropischer Sturm Kulap (Nonoy)
Spät am 4. September entwickelte sich südöstlich von Okinawa, Japan ein Tiefdruckgebiet. Während der beiden folgenden Tage driftete das System nach Norden und entwickelte ein gut definiertes bodennahes Zirkulationszentrum mit organisierten konvektiven Bändern aus, so dass die JMA das Tiefdruckgebiet als tropisch einstufte. Am 7. September stufte die JMA das System zum Tropischen Sturm hoch und benannte ihn Kulap. Der Name wurde von Thailand vorgeschlagen und bedeutet „Rose“. Doch schon bald hörte das System auf, sich weiter zu intensivieren, weil das Zirkulationszentrum sich von der Konvektion löste, die sich nach Süden absetzte. Kulap blieb ein kleines System und von Westen her eindringende trockene Luft verhinderte die weitere Intensivierung. Die Windscherung nahm zu und drückte die Konvektion südwärts, etwa 330 km entfernt von der Zirkulation. Außerdem war Kulap unter einen tropischen Höhentrog geraten, was den Sturm weiter unterdrückte. Eine subtropische Strömung in mittlerer Höhe steuerte das System nach Nordwesten. Am 8. September gelangte Kulap vorübergehend in die ostnordöstliche Peripherie des Verantwortungsgebietes von PAGASA, sodass Kulap den für die Philippinen geltenden Namen Nonoy erhielt. Kulap entfernt sich jedoch nach Norden, sodass bereits sechs Stunden später PAGASA die letzte Warnung zu dem System ausgab. Nachdem die Windscherung noch stärker geworden war und den Sturm weiter schwächte, stufte das JTWC spät am 8. September den Sturm zu einem tropischen Tiefdruckgebiet zurück. Früh am 10. September stufte auch die JMA Kulap zu einer Depression ab; sie verfolgte die Zugbahn Kulaps als tropisches System noch bis zu seiner völligen Auflösung in der Frühe des 11. September.

### Taifun Roke (Onyok)
Früh am 8. September bildete ein Komplex von Gewittern ein Tiefdruckgebiet mit sich langsam entwickelnder Ausströmung und einer beginnenden bodennahen Zirkulation. Im Tagesverlauf stufte die JMA das Tiefdruckgebiet nordnordöstlich der Nördlichen Marianen als tropische Depression ein. Während der beiden folgenden Tage driftete das System nach Westen und intensivierte sich leicht, sodass das JTWC auf die Bildung eines tropischen Wirbelsturms hinwies. Die Konvektion konsolidierte sich um das Zirkulationszentrum und am 11. September nahm das JTWC die Ausgabe von Warnungen vor 18W auf. Am nächsten Tag gelangte das System in das Verantwortungsgebiet von PAGASA und erhielt den dortigen Namen Onyok. Wie schon zuvor Kulap verließ auch dieses System den Warnbereich von PAGASA innerhalb von sechs Stunden. Weil das System mindestens zwei weitere Vortexe aufwies, wanderte es nach Angaben des JTWC erratisch umher. Da es sich jedoch in einem Gebiet mit ausreichend hohen Wasseroberflächentemperaturen befand und die vertikale Windscherung gering war, intensivierte sich das System weiter, wurde am 13. September von der JMA zum tropischen Sturm hochgestuft und erhielt den Namen Roke. Der Name wurde von den Vereinigten Staaten vorgeschlagen und ist ein Männername in Chamorro. Am 17. September entwickelte Roke ein kleines Auge, was die JMA dazu veranlasste, Roke als schweren tropischen Sturm einzustufen. Zwischen dem 19. und 20. September erfuhr Roke eine explosive Intensivierung; eine solche liegt vor, wenn der Luftdruck innerhalb von 12 Stunden um mehr als 2,5 hPa pro Stunde (insgesamt um mehr als 30 hPa) sinkt. In dieser Zeit entwickelt Roke ein Auge mit einem Durchmesser von zehn Seemeilen. Bis zum 20. September erreichte Roke maximale Windböen von 260 km/h. Nach den Kriterien des Joint Typhoon Warning Centers erreichte er in dem Zeitraum die Kategorie 4 der Saffir-Simpson-Windskala. Bei der Annäherung an die japanische Küste machte sich jedoch der Einfluss des Landes bemerkbar. Die Wolkenspitzen wurden wärmer, und es setzte eine allgemeine Abschwächung des Taifuns ein. Das System behielt jedoch eine fast radiale Ausströmung bei, und die konvektive Struktur blieb wohlorganisiert, was den Taifun vor einer raschen Auflösung bewahrte.
Einen Tag später erreichte der Sturm gegen 14.00 Uhr Ortszeit (7.00 Uhr MEZ) nahe Hamamatsu auf Honshū das japanische Festland. Der Automobilkonzern Toyota setzte seine Produktion in elf Werken in der Präfektur Aichi aus, mehr als 200 Inlandsflüge und einige Bahnverbindungen wurden gestrichen. Der Sturm zog auch über die Region, in der sich das havarierte Kernkraftwerk Fukushima Daiichi befindet, richtete daran aber keine weiteren Schäden an.

### Taifun Sonca
Früh am 13. September bildete sich nordöstlich der Nördlichen Marianen ein Tiefdruckgebiet. Das System entwickelte sich, während es stetig nach Norden driftete und wurde einen Tag später von der JMA als tropische Depression klassifiziert. Am 14. September wies das JTWC darauf hin, dass sich das System innerhalb von 24 Stunden in einen tropischen Sturm entwickeln könnte. Die Konvektion um das Zentrum konsolidierte sich schnell, und in der nordöstlichen Peripherie entwickelte sich eine tiefe Konvektion, sodass das JTWC die Ausgabe von Warnungen zu dem System, 19W, aufnahm. Schon kurz darauf wurde das System auch von der JMA als tropischer Sturm klassifiziert und erhielt den Namen Sonca. Sonca ist der vietnamesische Name eines Singvogels. Zunächst sah es nach der Bildung des Sturmes aus, als würde sich Sonca rapide intensivieren, doch weil trockene Luft in das bodennahe Zirkulationszentrum gelangte und somit dieses auswalzte und abschwächte, verlor der Sturm an Kraft und erreichte gerade noch so die Intensität eines tropischen Sturmes. Diese Abschwächung dauerte jedoch nicht lange an, da sich im Bereich des gut definierten Zirkulationszentrums eine heftige Konvektion halten konnte, sodass Sonca sich wieder langsam intensivierte und das JTWC von einminütigen Windgeschwindigkeiten von 50 Knoten in Zentrumsnähe ausging. Nachdem sich Sonca weiter verstärkt hatte, stufte die JMA den Sturm am 17. September zu einem schweren tropischen Sturm hoch. Im Tagesverlauf bildete Sonca ein zottiges Auge mit einem Durchmesser von zehn Seemeilen, dessen Konvektionsbänder eng darin eingebunden waren. In der Folge intensivierte sich Sonca schneller und wurde früh am nächsten Tag zum Taifun. Am 18. September erreichte Sonca mit einminütigen Windgeschwindigkeiten von 85 Knoten und zehnminütigen Windgeschwindigkeiten von 70 Knoten seine größte Intensität, bevor sich die Konvektion an der nördlichen Peripherie abschwächte. Sonca wurde am 20. September südöstlich der Kurilen außertropisch. 

### Tropische Depression
Früh am 14. September begann die JMA mit der Beobachtung einer Gewitterzone südöstlich von Taiwan als tropische Depression. Aufgrund von Landeinwirkung konnte sich das System jedoch nicht weiterentwickeln, und spät am 15. September stellte die JMA die Verfolgung der Depression ein.

### Taifun Nesat (Pedring)
Am Abend des 21. September entwickelte sich ostsüdöstlich von Palau ein Tiefdruckgebiet. Das Tief zog langsam westwärts und erschien schließlich besser organisiert, so dass das JTWC einen Tropical Cyclone Formation Alert (TCFA) auslöste. Das bodennahe Zirkulationszentrum organisierte sich gut und tiefe Konvektion flackerte um es herum auf, sodass die JMA am 23. September anfing, das System als tropische Depression zu führen. Einige Stunden später nahm auch das JTWC die Ausgabe von Sturmwarnungen für 20W auf. Früh am 24. September stufte die JMA die Depression zu einem tropischen Sturm hoch und gab ihm den Namen Nesat. Nesat driftete weiter westwärts und erhielt, als er das Verantwortungsgebiet von PAGASA erreichte, den lokalen Namen Pedring. Während der Drift nach Westen weitete Nesat die tiefe Konvektion auf das gesamte System aus und konsolidierte sie um das Zentrum. Eine Wärmeanomalie in der Nähe des Systems verstärkte sich, sodass die konvektiven Bänder sich um das Zentrum zusammenzogen. Nesat wurde dementsprechend von der JMA am 25. September zunächst zum schweren tropischen Sturm und später an dem Tag zum Taifun hochgestuft. Nesat verstärkte sich rasch und bildete ein zackiges Auge mit einem Durchmesser von etwa 55 km. Ein Antizyklon sorgte für einen außergewöhnlichen, symmetrischen radiale Ausströmung in alle Richtungen, sodass das Joint Typhoon Warning Center davon ausging, dass Nesat sich vor dem Erreichen der Ostküste Luzons zu einem Supertaifun der Kategorie 5 verstärken und einminütige Windgeschwindigkeiten von mehr als 250 km/h erreichen würde. Aufgrund einer kühlen Anomalie intensivierte sich der Taifun jedoch nur in die Kategorie 3 der von den Meteorologen der US-Navy verwendeten Saffir-Simpson-Hurrikan-Windskala. Nach dem Landfall am 27. September um 4:00 Uhr Ortszeit überquerte das Zentrum des Sturmes rasch Luzon westwärts und gelangte in das Südchinesische Meer. Der Taifun machte am 29. September Landfall über Wenchang in Hainan, China. Am 30. September schwächte sich Nesat in einen tropischen Sturm ab.
Nach dem Landfall an der Ostküste Luzons kamen mindestens 43 Menschen ums Leben. Obwohl das Auge des Taifuns in etwa 240 Kilometer Entfernung nördlich an Manila vorbeizog, kam das öffentliche Leben in der Hauptstadt weitgehend zum Erliegen. Manche Straßen in der Metro Manila, beispielsweise in den Stadtteilen Ermita und Malate unweit der Bucht von Manila, darunter auch der Roxas Boulevard, eine der Hauptdurchgangsstraßen Manilas, standen bis zu 1,50 Meter hoch unter Wasser, nachdem hohe Wellen einen Teil der Ufermauer zerstört hatten. Zahlreiche Dächer wurden abgedeckt, darunter das einer Notunterkunft, in der 500 Menschen Zuflucht gesucht hatten. Weiträumig fiel der Strom aus. Am schwersten vom Taifun getroffen wurden die Provinzen Isabela und Aurora im Osten des Landes.

### Tropischer Sturm Haitang
Spät am 21. September, fast zur selben Zeit, zu der das System, aus dem sich Nesat entwickelte, erstmals ausgemacht wurde, bildete sich weit südlich von Hongkong ein Tiefdruckgebiet. Das System driftete über dem Südchinesischen Meer und intensivierte sich langsam, bis es von der JMA östlich von Huế, Vietnam am 24. September als tropische Depression klassifiziert wurde. Im Tagesverlauf warnte das JTWC, dass die Bildung eines tropischen Wirbelsturmes bevorstehe. Das System wurde schließlich vom JTWC als 21W identifiziert. Am 25. September erklärt die JMA das System zum tropischen Sturm und vergab den Namen Haitang. Am 27. September schwächte sich Haitang in eine tropische Depression ab und machte Landfall über Vietnam. Nach dem Landfall löst sich das System auf.

### Taifun Nalgae (Quiel)
Am Morgen des 24. September entwickelte sich westlich der Nördlichen Marianen ein Tiefdruckgebiet mit isolierter Konvektion. Das Tief zog langsam nach Westen, bis es spät am 26. September von der JMA als tropische Depression klassifiziert wurde. Das System setzte seine Drift nach Westen fort und das Joint Typhoon Warning Center (JTWC) erklärte, dass die Entstehung eines tropischen Sturmes bevorstehe. Am Morgen des 27. September meldete das JTWC, dass das Tiefdruckgebiet ein sich rasch konsolidierendes bodennahes Zirkulationszentrum bildete und begann mit der Ausgabe von Warnungen zu dem System 22W. Spät am 27. September stufte die JMA das System zu einem tropischen Sturm auf und nannte ihn Nalgae. Der Sturm zog weiter nach Westen und intensivierte sich dabei stetig. Nalgae entwickelte ein augenähnliches Merkmal, das auf Mikrowellenaufnahmen des Systems erkennbar war und bildete konvektive Bänder in allen Quadranten. Das System hatte in dieser Phase ein kleines Windfeld, verstärkte sich jedoch signifikant. Am Abend des 28. September stellte die JMA eine weitere Intensivierung fest und stufte Nalgae zu einem schweren tropischen Sturm auf, da die andauernden zehnminütigen Windgeschwindigkeiten 55 Knoten überschritten. In der Nacht zum 29. September erreichte Nalgae den Verantwortungsbereich von PAGASA und bekam den Namen Quiel. Spät am 29. September klassifizierte die JMA Nalgae als Taifun. Nalgae intensivierte sich am folgenden Tag rapide und wurde vom JTWC am 1. Oktober zum Supertaifun, äquivalent zur Kategorie 4 der Saffir-Simpson-Hurrikan-Windskala erklärt, bevor er Landfall über Luzon machte. Am 2. Oktober schwächte sich Nalgae zu einem schweren tropischen Sturm ab; am 4. Oktober wurde Nalgae wieder als tropische Depression eingestuft.

### Tropischer Sturm Banyan (Ramon)
Am 9. Oktober wurde von der JMA ein Tiefdruckgebiet zu einem Tropischen Tiefdruckgebiet nordöstlich von Palau aktualisiert. Früh am 10. Oktober wurde es vom JTWC zur Tropischen Depression 23W aktualisiert und hat später von der PAGASA den Namen Ramon bekommen. Am 11. Oktober wurde es zum Tropischen Sturm und erhielt den Namen Banyan. Früh am 12. Oktober machte Banyan Landfall über Leyte, Philippinen und schwächte sich in eine tropische Depression ab. Am 16. Oktober löst sich Banyan im Südchinesischem Meer südwestlich von Taiwan auf.

### Tropische Depression
Am 11. Oktober bildete sich eine Tropische Depression südöstlich von Hainan, China. Spät am 13. Oktober machte es Landfall über Vietnam und löste sich auf.

### Tropische Depression 24W
Ein Tiefdruckgebiet, das am 5. November westlich der Philippinen lag, begann einen Tag später sich zu organisieren und zog langsam westwärts in Richtung Vietnam. Es wurde am 7. November vom JTWC als tropisches Tiefdruckgebiet klassifiziert. Einen Tag später gaben die Meteorologen der US-Navy ihre letzte Warnung aus. Die JMA verfolgte das System noch bis zum 10. November als tropische Depression.

### Tropische Depression 25W
Am 3. Dezember lag westlich von Borneo ein Tiefdruckgebiet, das sich am 4. Dezember stark intensivierte, sodass das JTWC einen Tropical Cyclone Forming Alert auslöste. Die Störung wurde vom JTWC dann im Tagesverlauf zu einer tropischen Depression hochgestuft und als 25W bezeichnet, doch die Auswirkungen einer kalten und trockenen Luftströmung führten dazu, dass bereits am nächsten Tag die Warnungen zu dem System, das zu dem Zeitpunkt etwa 430 km ostnordöstlich von Ho-Chi-Minh-Stadt lag, nicht mehr fortgeführt wurden.

### Tropische Depression 26W
Am 10. Dezember meldete die JMA, dass sich westlich von Palawan eine tropische Depression gebildet hat, und schon bald warnte das JTWC vor der Bildung einer tropischen Zyklone. Diese Warnung wurde am 11. Dezember aufgehoben, weil die Störung sich aufgrund kalter Luft von Norden her abgeschwächt hatte. Der philippinische National Disaster Risk Reduction and Management Council (NDRRMC) gab bekannt, dass aufgrund von Starkregen, den das System hervorrief, zwei Personen umgekommen seien.
Die größte Intensität erreichte das System am Mittag des 11. Dezember, über dem Zentrum des Südchinesischen Meeres liegend. Am Nachmittag schwächte sich das System rasch ab, während es südwestwärts zog. Das JTWC warnte in der Frühe des 12. Dezember jedoch erneut vor der Bildung einer tropischen Zyklone, weil die vertikale Windscherung abgenommen hatte und klassifizierte das System einige Stunden später als 26W. Das System konnte sich jedoch nicht wesentlich entwickeln und schwächte sich ab, sodass am 13. Dezember das JTWC seine letzte Warnung zu 26W ausgab.

### Schwerer Tropischer Sturm Washi (Sendong)
Am 12. Dezember befand sich bei Chuuk ein Tiefdruckgebiet, das sich am 13. Dezember rasch intensivierte, sodass das JTWC die Bildung eines tropischen Systems ankündigte und einige Stunden später das System als Tropische Depression 27W klassifizierte. Auch die JMA nahm die Ausgabe von Warnungen zu dem System auf. Das System zog in der Folge stetig in westlicher Richtung und organisierte sich dabei besser. Nach der Überquerung von Palau erreichte das System den Status eines tropischen Sturmes und erhielt von der JMA den Namen Washi, was in der japanischen Sprache das Wort für Adler ist. PAGASA vergab nach dem Erreichen deren Verantwortungsgebietes den Namen Sendong, doch konnte der Sturm sich vor dem Erreichen der philippinischen Küste nicht mehr wesentlich intensivieren.

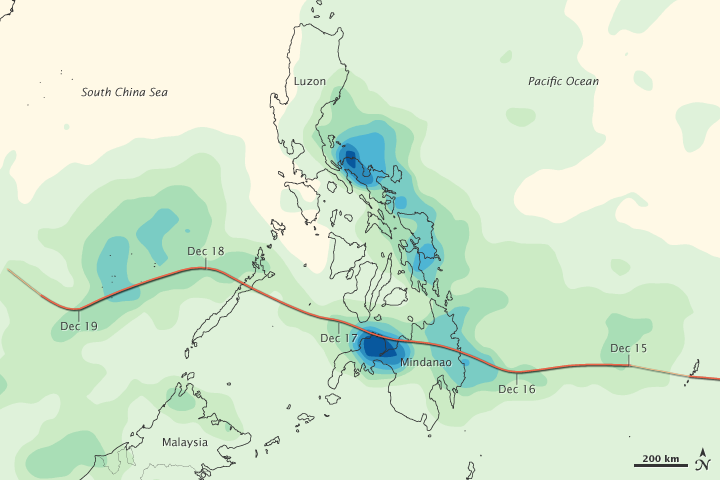
TRMM-Niederschlagsmengen am 15. und 16. Dezember

Nach dem Landfall am 16. Dezember in der Provinz Surigao del Sur überquerte der Sturm Mindanao. Nach der Überquerung der Insel erreichte Washi die Sulusee, wo er rasch seine vorherige Stärke erreichte, weil die Auswirkungen durch die nur einige Stunden währende Zeit über Land gering waren. Spät am 17. Dezember überquerte Washi Palawan und gelangte in das Südchinesische Meer. Aufgrund ungünstiger Bedingungen schwächte sich der Sturm kontinuierlich ab, sodass sowohl JMA als auch das JTWC am 19. Dezember die letzten Sturmwarnungen ausgaben.
Starke mit dem Sturm verbundene Regenfälle – örtlich fielen bis zu 200 mm Niederschlag – führten zu Sturzfluten und Überschwemmungen auf den Philippinen, denen nach amtlichen Angaben mindestens 1236 Tote und 1079 Vermisste zugeschrieben werden. Washi wirkte sich aus auf 102.899 Familien bzw. 674.472 Personen in 766 Dörfern in 13 Provinzen. Zehntausende mussten in Notunterkünften versorgt werden. Die meisten Toten wurden in Iligan City und Cagayan de Oro verzeichnet, stark getroffen von den Regenfällen wurden auch die Provinzen Compostela Valley und Zamboanga del Norte.

### Tropische Depression
Spät am 24. Dezember klassifizierte die JMA ein Tiefdruckgebiet ostsüdöstlich von Mindanao als tropische Depression, doch das System schwächte sich sehr rasch ab, sodass die JMA die Warnungen zu dem Sturm widerrief.

## Sturmnamen

### Internationale Namen
Tropische Wirbelstürme im westlichen Nordpazifik werden durch das zuständige Regional Specialized Meteorological Centre in Tokio der Japan Meteorological Agency benannt. Diese erhalten einen Namen, sobald sie die Stärke eines tropischen Sturmes erreichen. Die Namen entstammen der folgenden Liste; diese wird fortlaufend verwendet, es gibt also keine jährlich wechselnden Namenslisten wie im östlichen Nordpazifik oder im Atlantik. Die Namen wurden durch die 14 Mitgliedsstaaten des ESCAP/WMO Typhoon Committees vorgeschlagen. Jedes dieser Mitglieder hat jeweils zehn Namen eingereicht, die in alphabetischer Reihenfolge nach der englischen Schreibweise dieser Staaten sortiert vergeben werden. Die folgenden Namen wurden für benannte Stürme benutzt:
Aere (1101), Songda (1102), Sarika (1103), Haima (1104), Meari (1105), Ma-on (1106), Tokage (1107), Nock-ten (1108), Muifa (1109), Merbok (1110), Nanmadol (1111), Talas (1112), Noru (1113), Kulap (1114), Roke (1115), Sonca (1116), Nesat (1117), Haitang (1118), Nalgae (1119), Banyan (1120) und Washi (1121)

### Philippinen
Die Philippine Atmospheric, Geophysical and Astronomical Services Administration (PAGASA) verwendet für tropische Systeme in ihrem Verantwortungsbereich ein eigenes Namensschema. Die Namenslisten von PAGASA werden alle vier Jahre wieder verwendet. Diese Namen werden für Systeme vergeben, die sich im Verantwortungsbereich von PAGASA bilden oder in dieses Gebiet hineinwandern. Sollte sich die Namensliste als nicht ausreichend erweisen, werden die Namen von einer Ersatzliste genommen.
Amang, Bebeng (1101), Chedeng (1102), Dodong (1103), Egay (1104), Falcon (1105), Goring, Hanna (1107), Ineng (1106), Juaning (1108), Kabayan (1109), Lando, Mina (1111), Nonoy (1114), Onyok (1115), Pedring (1117), Quiel (1119), Ramon (1120) und Sendong (1121)
Nicht zur Anwendung kamen:
Tisoy, Ursula, Viring, Weng, Yoyoy und Zigzag

### Streichung von Namen
Am 16. Mai 2011 gab die Philippine Atmospheric, Geophysical and Astronomical Services Administration (PAGASA) bekannt, dass sie den Namen Bebeng von ihrer Namensliste streichen wird, weil der so benannte Sturm großen Sachschaden und Verluste an Menschenleben verursacht hat. Aus demselben Grund gab PAGASA am 30. Juli 2011 die Streichung von Juaning und am 1. September von Mina bekannt. Die Streichung des Namens Pedring kündigte PAGASA am 6. Oktober an.